# Gul lampborste
Gul lampborste (Callistemon salignus) är en art i familjen myrtenväxter från östra Australien. Arten odlas som krukväxt i Sverige.

## Synonymer
- Melaleuca salicina Craven
- Metrosideros saligna Sm.